# Andrzej Fischer
Andrzej Lucjan Fischer (Swarzędz, Polonia, 15 de enero de 1952-Alemania, 22 de noviembre de 2018) fue un futbolista polaco que jugaba como guardameta. Entre los equipos que jugó están el Lech Poznań y el Górnik Zabrze.

## Selección nacional
Fue internacional con la selección polaca en 2 ocasiones. Formó parte de la selección que obtuvo el tercer lugar en la Copa del Mundo de 1974, pese a no haber jugado ningún partido durante el torneo, por ser el tercer portero de reserva. El portero titular fue Jan Tomaszewski.

### Participaciones en Copas del Mundo
| Mundial                        | Sede             | Resultado    | Partidos | Goles |
| ------------------------------ | ---------------- | ------------ | -------- | ----- |
| Copa Mundial de Fútbol de 1974 | Alemania Federal | Tercer lugar | 0        | 0     |

## Clubes
| Club           | País             | Año       |
| -------------- | ---------------- | --------- |
| Olimpia Poznań | Polonia          | 1968-1971 |
| Lech Poznań    | Polonia          | 1971-1973 |
| Górnik Zabrze  | Polonia          | 1973-1979 |
| GKS Żory       | Polonia          | 1979-1983 |
| Bochum Höveln  | Alemania Federal | 1983-1984 |
| VfR Aalen      | Alemania Federal | 1984-1985 |